# سد کلکفونتین
سد کلکفونتین (به لاتین: Kalkfontein Dam) یک سد در آفریقای جنوبی است که در Koffiefontein, Free State (South African province) واقع شده‌است.